# Chamaeleo monachus
Chamaeleo monachus är en ödleart som beskrevs av  Gray 1865. Chamaeleo monachus ingår i släktet Chamaeleo och familjen kameleonter. IUCN kategoriserar arten globalt som nära hotad. Inga underarter finns listade i Catalogue of Life.